# 瑪麗亞·西碧拉·梅里安
瑪麗亞·西碧拉·梅里安（德語：Maria Sibylla Merian，又译玛丽亚·西比拉·梅里安，1647年4月2日—1717年1月3日）是德国出生的瑞士博物學家和科學插畫家，研究植物和昆蟲，及進行了詳細的繪畫。她詳細觀察及記錄了蝴蝶蛻變的過程，對昆蟲學貢獻卓著。
梅里安的父亲是著名版画家和出版商马特乌斯·梅里安。她的继父雅各·馬瑞爾（Jacob Marrel）曾是静物画家格奥尔格·弗萊格爾（Georg Flegel）的学生，梅里安在继父的指导下学习了艺术。她在1670年之前住在法兰克福，随后搬家，先后在纽伦堡、阿姆斯特丹和西菲士蘭落脚。梅里安在1675年，28岁的时候发表了她的第一部自然插画作品《新花卉图鉴》。在1699年，梅里安在当时的南美荷兰殖民地苏里南的长官科內利斯（Cornelis van Aerssen van Sommelsdijck）的鼓励和支持下，获得了阿姆斯特丹市的资助，和她的女儿桃樂絲（Dorothea）一起到苏里南旅行。两年之后，由于疟疾盛行，她被迫回到欧洲，之后在1705年发表了让她声名鹊起的 《苏里南的昆虫变态》（Metamorphosis insectorum Surinamensium）。由于她对蝴蝶变态发育的细心观察与记录，她被认为是昆虫学早期最重要的贡献者之一。

## 生平

### 第一本書（1675至1680年）

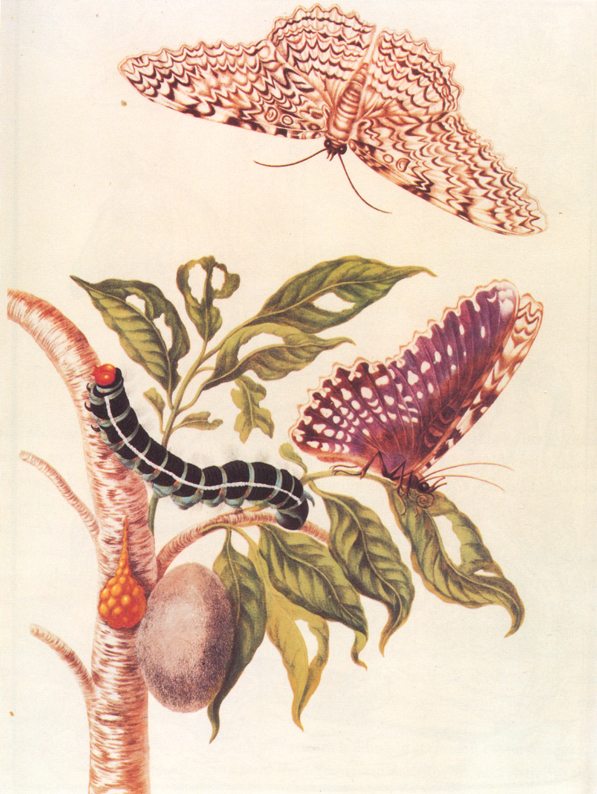
1705年的這幅畫顯示了南美大夜蛾的變態過程。還有另一個版本，張開翅膀的蝴蝶方向相反。

她的第一本書《新花卉圖鑑》(Neues Blumenbuch)，分三部分出版於1675至1680年。單花或花圈的素描是用來作為業餘繪畫或女子針線的範本。這本書延續了她父親馬特烏斯梅里安(Matthäus Merian)的出版社出版類似作品的傳統。

## 作品

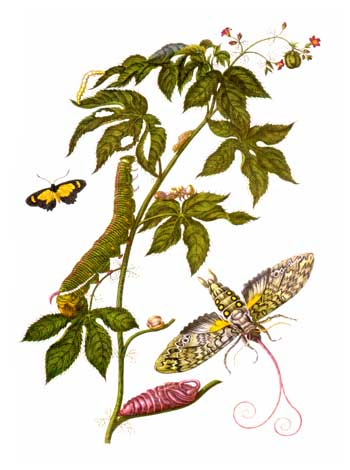
取材自「昆蟲變態」。

梅里安作為植物藝術家。於1675年，1677和1680出版了三個系列的版畫植物。之後她研究昆蟲，飼養活標本，並把昆蟲所有的生命階段(卵、幼蟲、蛹和成蟲)的變態繪畫在同一幅畫作中。
梅里安死前不久，彼得大帝在阿姆斯特丹看到她的作品。她去世後，彼得大帝就大量收藏她的畫作為學術典藏，今日仍保存在聖彼得堡。

## 進一步閱讀
- 戴維絲，娜塔莉，里曼 《邊緣的女人: 三位十七世紀女子的生活》 劍橋: 哈佛大學出版社, 1995, pp. 140–202.
- 瑞黛爾, 海蒂. 《生物變態的研究》 Américas 雜誌. March–April 2008, pp. 28–35.
- 《女孩的Wild觀察：六位女性自然觀察家的一生》 （页面存档备份，存于） 遠流出版 2003. ISBN 978-95-732-4853-8